# Ancienne maison Carrière
L'ancienne maison Carrière, ancienne maison Garnier ou maison Guy Braud est une maison située à Pérouges, en France.

## Localisation
La maison est située dans le département français de l'Ain, sur la commune de Pérouges.

## Historique
L'édifice est inscrit au titre des monuments historiques le 11 octobre 1929.